# Janez Kopač (pravnik)
Janez Kopač (tudi Kopatch), slovenski pravnik, * 6. december 1793, Škofljica, † 2. december 1872, Gradec. 
Po doktoratu leta 1822 na dunajski univerzi je bil asistent na katedri za cerkveno in rimsko pravo na dunajski univerzi, nato od 1832 profesor za cerkveno, rimsko in civilno pravo v Innsbrucku in od 1859 profesor na graški univerzi. Leta 1851 je pričel na univerzi v Gradcu v slovenščini predavati kazensko procesno pravo. Upokojen je bil leta 1863.